# Rejčkov
Rejčkov (německy Reitschkau) je vesnice, část obce Dolní Město v okrese Havlíčkův Brod. Nachází se asi 5 km na západ od Dolního Města. V roce 2009 zde bylo evidováno 70 adres. V roce 2001 zde žilo 82 obyvatel.
Rejčkov je také název katastrálního území o rozloze 4,73 km2.